# Martin Hojsík

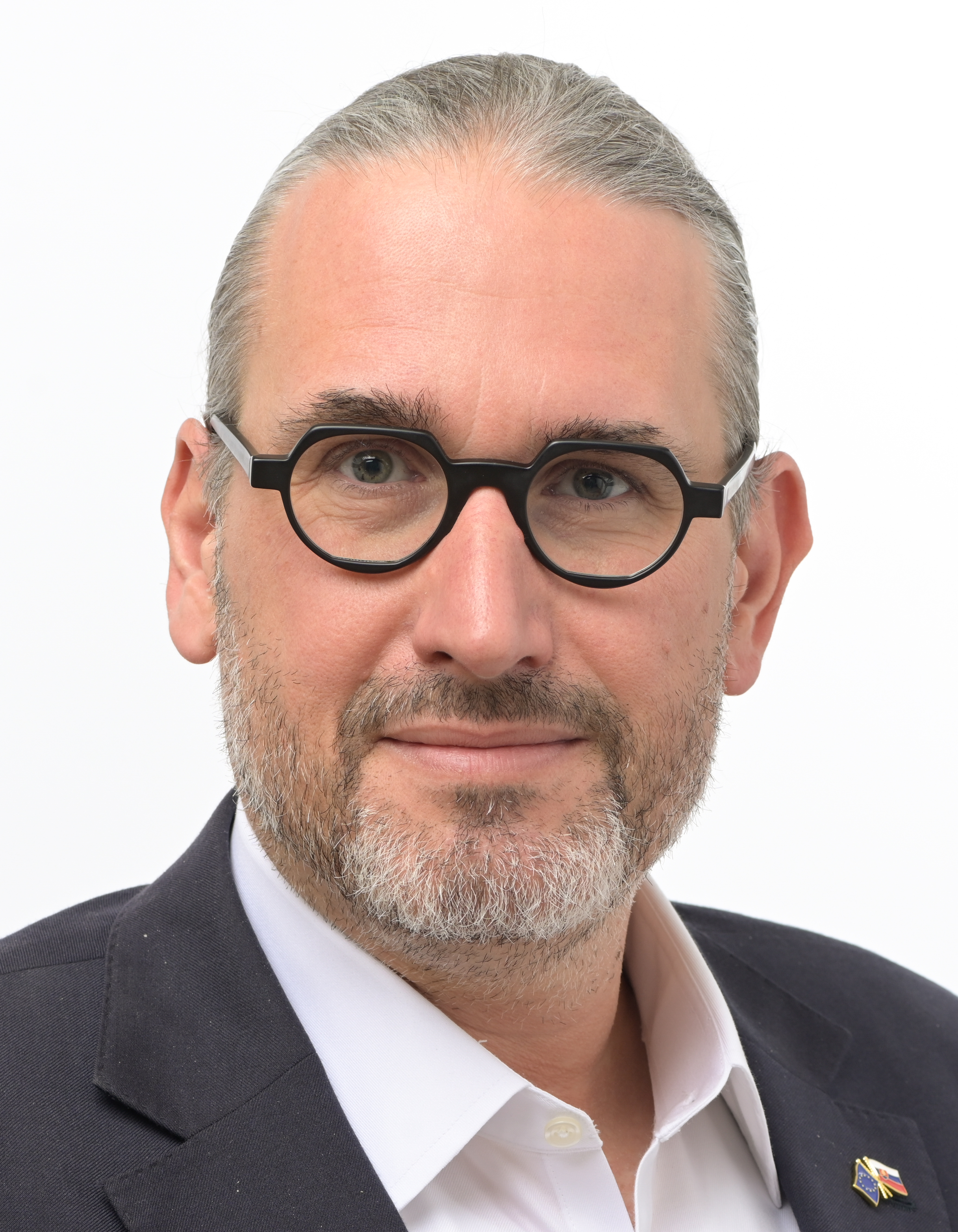
Martin Hojsík (2024)

Martin Hojsík (* 20. Januar 1977 in Bratislava) ist ein slowakischer Aktivist, Umweltexperte und Politiker, der 2019 zum Mitglied des Europäischen Parlaments gewählt wurde.
Neben seinen Ausschussaufgaben ist Hojsík Mitglied der Intergruppe Tierschutz des Europäischen Parlaments sowie Mitglied der Fraktion Renew Europe. Außerdem ist er stellvertretender Vorsitzender der nichtparlamentarischen politischen Bewegung Progressive Slovakia und deren Experte für Umweltfragen und Nachhaltigkeit. Im Jahr 2020 erschien Hojsík in den Charts des amerikanischen politischen Meinungsmagazins Politico „20 MEPs to watch in 2020“ und in der Artikelserie Changemakers, wo er als einer der MEPs genannt wurde, als einer der wichtigsten Führer im Kampf gegen Pestizide. Er war Chief Program Officer (CPO) und Vorstandsmitglied der internationalen Wohltätigkeitsorganisation VIER PFOTEN. In der Vergangenheit arbeitete er an globalen Kampagnen für ActionAid International und Greenpeace International zur Änderung des Unternehmensverhaltens und der öffentlichen Richtlinien sowie an Kommunikationskampagnen für die nationalen Greenpeace-Büros. Er studierte Genetik an der Fakultät für Naturwissenschaften der Comenius-Universität in Bratislava und ist seit 1993 Aktivist für Umwelt- und Sozialbewegungen.

## Ausbildung und Karriere
Hojsík wurde in Bratislava geboren, wo er auch aufwuchs. Er besuchte das Gymnasium Vazovova. Nach seinem Abschluss studierte er an der Comenius-Universität. Während seiner Karriere als Umweltexperte hat er in mehreren Ländern wie den Niederlanden, Südafrika, Thailand und Österreich gearbeitet und gelebt. Neben Slowakisch spricht er vier weitere Sprachen – Tschechisch, Russisch, Englisch und Deutsch. Von 1995 bis 2001 studierte er Genetik an der Fakultät für Naturwissenschaften der Comenius-Universität in Bratislava. In seiner Masterarbeit beschäftigte er sich mit der Bedeutung ausgewählter Chemomutagene für die Dedifferenzierung, Callogenese, Organogenese und Genexpression bei Erdnüssen (Arachis hypogaea L.). Er besitzt ein Zertifikat des Schumacher College mit den Schwerpunkten Führung und Teamarbeit.

### Greenpeace
Hojsík hat einen Großteil seines Lebens Greenpeace gewidmet, einer internationalen gemeinnützigen Organisation für den Umweltschutz. Dort war er fast zwei Jahrzehnte lang tätig, von 1995 bis 2013. Zunächst war er von 1995 bis 1997 als externer Projektleiter für Energieeffizienz bei Greenpeace-Tschechoslowakei verantwortlich für die Medienkommunikation, Logistik und Koordination der Freiwilligen. Nach 2001 arbeitete er für Greenpeace-Mittel- und Osteuropa, wo er unter anderem Anti-Toxin-Kampagnen in Mittel- und Osteuropa organisierte und die Regionalzentralen von Greenpeace in Polen und Ungarn mitaufbaute. Hojsík arbeitete auch an umweltpolitischen Fragen, der Umsetzung der Aarhus-Konvention und der Verschmutzung der Donau. Von 2005 bis 2009 war er als Aktivist für Greenpeace-International tätig und befasste sich mit Fällen wie illegalen Exporten von Elektroschrott nach Asien (China, Indien, Pakistan) und Afrika (Ghana, Nigeria) sowie mit Budgetplanung, -management und -schulung von Freiwilligen. Von 2009 bis Januar 2013 leitete er das Wassermanagementprojekt für Greenpeace-International mit Sitz in den Niederlanden. In dieser Position erstellte er die Mehrjahresstrategie für die Greenpeace-Detox-Kampagne. 2011 und 2012 leitete er das Greenpeace-Schaufenster. Außerdem arbeitete er bei Greenpeace International als Kampagnenberater und leitete Schulungen in diesem Bereich.

### ActionAid International
Von 2013 bis 2015 arbeitete er bei Action AidInternational mit Sitz in Johannesburg. Er entwickelte und leitete die Tax Power Multi Country Campaign, die sich auf die Förderung der Änderung der Steuergesetze in Entwicklungsländern konzentrierte. Er koordinierte die Kommunikation mit Bürgerinitiativen, Gewerkschaften, politischen Entscheidungsträgern und internationalen Institutionen.

### Vier Pfoten
Seit 2015 ist er Chief Program Officer und Vorstandsmitglied von „Vier Pfoten“, einer Tierrechtsorganisation, die sich für die Beseitigung von Tierquälerei einsetzt. Während seiner Zeit bei Vier Pfoten war Hojsík für die Organisation und Umsetzung programmbezogener Strategien, Projekte, Kampagnen und deren jeweilige Überwachung, Evaluierung und Steuerung verantwortlich. So startete er beispielsweise eine Kampagne zur Unterstützung von Bären, zu welcher auch die Einrichtung von Unterständen für Bären gehörte, die trotz der Gesetze oft unter unangemessenen Bedingungen gehalten werden.

### Arbeit in der Politik
Martin Hojsík hat sich im Jahr 2000 als Mitglied des Small Grants Committee des slowakischen Umweltministeriums politisch engagiert. In den Jahren 2002 bis 2006 war er Mitglied des Beratenden Ausschusses des Umweltausschusses des Slowakischen Parlaments. Als Mitglied des Nationalen Konvents der SR zur Europäischen Union koordinierte er 2004 eine Kampagne gegen giftige Chemikalien. In den Jahren 2003 bis 2004 war er Mitglied des Nationalen Koordinierungsausschusses für Ersthilfe für die Slowakische Republik, um seinen Verpflichtungen aus dem Stockholmer Übereinkommen über persistente organische Schadstoffe (POPs) nachzukommen. 2015 war er Mitglied der Staatsdelegation bei der 3. UN-Konferenz zur Entwicklungsfinanzierung. 2016 trat er in den Vorstand von OZ Progressive Slovakia ein und ist seit 2018 Mitglied der gleichnamigen politischen Bewegung. 2019 kandidierte er als Koalitionskandidat der außerparlamentarischen Bewegung Progressive Slowakei (PS) und der Partei der Bürgerlichen Demokratie (SPOLU) für das Europäische Parlament.